# پونتیوس

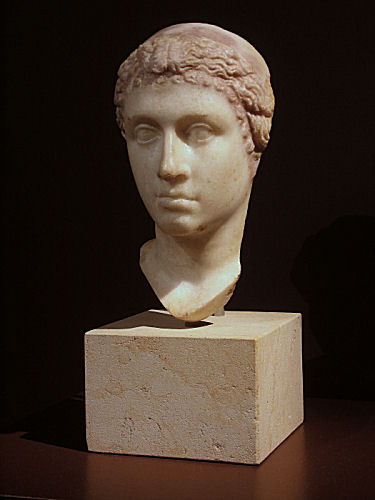
عکس مجسمه ساخته شده از پوتینوس_پونتیوس

پونتیوس یا پوتینوس(زبان یونانی: Ποθεινὸς؛ ۱ ژانویهٔ ۰۰۰۱ – ۱ ژانویهٔ ۰۰۴۸) خواجه و نایب‌السلطنه فرعون بطلمیوس سیزدهم، حاکم امپراتوری بطلمیوسی بود. او بیشتر برای راندن بطلمیوس ضد خواهرش کلئوپاترا و آغاز نمودن یک جنگ داخلی و همچنین بریدن سر پومپه و تحویل دادن آن به ژولیوس سزار شناخته می‌شود.